# 右派リバタリアニズム
右派リバタリアニズム（英語: right-libertarianism）は、政治思想の1つで右派のリバタリアニズム。
右派リバタリアニズムの用語は、土地などの私的所有を支持し、国有化などに反対する複数のリバタリアニズム思想に対して使われている。典型的には個人主義的なリバタリアニズムを、資源の社会的所有や経済的民主主義や平等主義などを支持する左派リバタリアニズムから区別するために使われている。

## 思想
右派リバタリアニズムの哲学は不可侵の自由として定義され、その世界ではいかなる人間や組織は、他のいかなる人間や組織の私有財産を侵害しない。この哲学では暗黙上、私有権は合法権力の唯一の供給源とみなされる。右派リバタリアニズムは私有財産の秩序を、倫理的で最良の成果をもたらす唯一の秩序と考える。彼らは通常、自由市場を支持し、非強制的な手段によって出現した独占や寡占などの権力集中には反対しない。
右派リバタリアニズムは法の下の平等や公民権は受け入れるが、成果の不平等は不可避であると考え、結果の平等だけでなく、自己所有権尊重の観点から機会の平等をも否定する。平等に関するリバタリアニズムの立場について、ルートヴィヒ・フォン・ミーゼスは以下の発言をした。

## 用語
Anthony Gregory は著作で、右派リバタリアニズムは「いくらでも変種があり、同時に相互に排他的な政治的方向性」と呼べると主張した。Peter Vallentyne (en)は、リバタリアニズムは典型的な左翼・右翼の政治的スペクトルの文脈では「右翼」思想ではないが、しかし左派リバタリアンと呼ばれるリバタリアン集団との対照において、財産権に関する特定の視点を持つリバタリアンを指す要語として「右派リバタリアニズム」が使用されるようになった、と記した。 